# Heiligenstein
 Heiligenstein (en alsacià Heljestain) és un municipi francès, situat a la regió del Gran Est, al departament del Baix Rin. L'any 1999 tenia 861 habitants.
Forma part del cantó d'Obernai, del districte de Sélestat-Erstein i de la Comunitat de comunes del Pays de Barr.

## Demografia
| 1962 | 1968 | 1975 | 1982 | 1990 | 1999 |
| ---- | ---- | ---- | ---- | ---- | ---- |
| 580  | 608  | 694  | 728  | 730  | 861  |

## Administració
| Període | Identitat         | Partit |
| ------- | ----------------- | ------ |
| 2001-   | Marcel Kirstetter |        |